# Idiocerus striola
Idiocerus striola är en insektsart som beskrevs av Franz Xaver Fieber 1868. Idiocerus striola ingår i släktet Idiocerus och familjen dvärgstritar. Inga underarter finns listade i Catalogue of Life.